# Youssef Chahine
Youssef Gabriel Chahine, född 25 januari 1926 i Alexandria, död 27 juli 2008 i Kairo, var en egyptisk filmregissör.

## Filmografi
- 1958 – Kairo centralstation
- 1978 – Alexandria - varför?
- 1985 – Al-wedaa ya Bonaparte
- 1995 – Lumière et compagnie
- 1997 – Le Destin
- 2001 – Silence...We're Rolling
- 2002 – 11'09"01 September 11
- 2004 – Alexandria... New York
- 2007 – Chaos